# KOH+
KOH+（コウプラス）は、柴咲コウと福山雅治による音楽ユニット。

## メンバー
| 人名     | 画像     | パート                                 |
| -------- | -------- | -------------------------------------- |
| 柴咲コウ | 柴咲コウ | ボーカル                               |
| 福山雅治 | 福山雅治 | ギター、バック・ボーカル、プロデュース |

## 概要
はじめは、福山が主演で柴咲がヒロインを務めたフジテレビ系月9ドラマ『ガリレオ』テーマソング制作のために結成されたユニットであった。その後、『ガリレオ』の劇場版『容疑者Xの献身』（2008年10月4日公開）エンディング・テーマを担当するためにもユニットが組まれた。
2013年には、再びフジテレビ系月9ドラマとして『ガリレオ』が放送される際に再度復活することになった。なお、第2シリーズは柴咲は1話でゲスト出演したのみでヒロインは吉高由里子に交代しているが、主題歌は引き続き当ユニットが担当している。また、テレビドラマ放送終了後の週末に公開された映画『真夏の方程式』（2013年6月29日公開）に合わせて、それまでのガリレオシリーズで発表してきた楽曲をまとめたアルバム『Galileo+』が発売された。
2017年10月28日東京ドームで開催された KANPAI JAPAN LIVE 2017にて、観客の前で初めてKOH+として楽曲を披露。
柴咲コウのステージでは「KISSして」を、福山雅治のステージでは、「最愛」を前半を福山雅治が歌い、後半から柴咲コウが登場し、最後は二人で歌い上げた。
2022年、ガリレオシリーズ最新作で、再びKOH+の楽曲が起用されることになった。『沈黙のパレード』（2022年9月16日）の主題歌でタイトルは「ヒトツボシ」。また、この作品ではヒロインは吉高から再び柴咲に交代している。

## ディスコグラフィ

### シングル
| 発売日         | タイトル | 発売形態               | 規格品番   |
| -------------- | -------- | ---------------------- | ---------- |
| 2007年11月21日 | KISSして | CD+DVD                 | UPCH-80050 |
| 2007年11月21日 | KISSして | CD                     |            |
| 2007年11月21日 | KISSして | デジタル・ダウンロード |            |
| 2008年10月1日  | 最愛     | CD+DVD                 | UPCH-80090 |
| 2008年10月1日  | 最愛     | CD                     |            |
| 2008年10月1日  | 最愛     | デジタル・ダウンロード |            |

### 配信シングル
| 発売日        | タイトル | 発売形態               | 規格品番 |
| ------------- | -------- | ---------------------- | -------- |
| 2013年5月29日 | 恋の魔力 | デジタル・ダウンロード |          |

### 楽曲収録アルバム
| 発売日        | タイトル                                     | 発売形態 | 規格品番                                                                                |
| ------------- | -------------------------------------------- | -------- | --------------------------------------------------------------------------------------- |
| 2013年6月26日 | Galileo+                                     | CD+DVD   | UUCH-9049                                                                               |
| 2013年6月26日 | Galileo+                                     | CD       | UUCH-1077                                                                               |
| 2022年9月14日 | ヒトツボシ 〜ガリレオ Collection 2007-2022〜 | CD+DVD   | POCS-20925（映像付き限定盤）                                                            |
| 2022年9月14日 | ヒトツボシ 〜ガリレオ Collection 2007-2022〜 | CD       | POCS-20926（フォトブック付き限定盤）                                                    |
| 2022年9月14日 | ヒトツボシ 〜ガリレオ Collection 2007-2022〜 | CD       | POCS-20024（通常盤）                                                                    |
| 2022年9月14日 | ヒトツボシ 〜ガリレオ Collection 2007-2022〜 | CD+DVD   | PROJ-1919（FUKUYAMA MASAHARU オフィシャルファンクラブ限定「BROS.」盤 【数量生産限定】） |

## 受賞
- 第55回ザテレビジョンドラマアカデミー賞 [1]
  - ドラマソング賞 「KISSして」